# Митчилл, Самьюэл
Са́мьюэл Ле́йтем Ми́тчилл (англ. Samuel Latham Mitchill, 1764—1831) — американский естествоиспытатель, врач и политик.

## Биография
В 1786 году Митчилл окончил Эдинбургский университет. Он работал в 1791 и 1798 годах в нижней палате парламента штата Нью-Йорк. С 1792 по 1801 год он изучал химию, ботанику и естествознание в Колумбийском колледже.
В 1801 году он был избран от Демократическо-республиканской партии в Палату представителей США и работал там до сложения своих полномочий 22 ноября 1804 года. 23 ноября 1804 года он был избран в Сенат США, где до 3 марта 1809 года занимал должность Джона Армстронга-младшего. Затем снова с 4 декабря 1810 по 3 марта 1813 год он был избран в Палату представителей.
Митчилл был автором книги «The Fishes of New-York» (Рыбы Нью-Йорка), вышедшей в 1815 году. Он впервые описал многие виды, такие как жёлтый судак (Sander vitreus) или жёлтый окунь (Perca flavescens).
Митчилл преподавал с 1808 по 1820 год в Нью-Йоркском колледже медицины и хирургии химию и естествознание, затем до 1826 года он преподавал ботанику и медицину. Он основал в 1817 году Лицей естественной истории в городе Нью-Йорке, ставшей в 1831 году Нью-Йоркской академией наук. Митчилл был одним из соучредителей недолговечной Рутгерской медицинской школы в Нью-Джерси, вице-президентом которой он был с 1826 по 1830 год.
В начале XIX столетия шли поиски нового названия для Соединённых Штатов Америки, так как название страны было слишком длинным, неточным и непоэтическим. Наряду с принимаемыми всерьёз предложениями, такими как Колумбия (Columbia), Митчилл предлагал название Фредония (Fredonia), производное от слова freedom (свобода) с латинским окончанием. Однако, оно никогда не принималось серьёзно во внимание в качестве кандидата, тем не менее, многие города и деревни получили это название.